# ميغيل كاست
ميغيل كاست ريست (18 ديسمبر 1948-18 سبتمبر 1983) كان اقتصادي تشيلي ألماني المولد من مجموعة شيكاغو بويز.
بعد حصوله على درجة الماجستير في الاقتصاد من جامعة شيكاغو، انضم ميغيل كاست إلى شركة أودبلان (1973)، وهي وكالة حكومية قادت العديد من التغييرات في السياسة العامة والاقتصاد بعد عام 1973. في أودبلان، ركز ميغيل كاست معظم طاقاته على إنشاء «خريطة الفقر المدقع»، والتي ستصبح حجر الزاوية لبرامج التنمية الاجتماعية في تشيلي. في عام 1978 أصبح رئيس أودبلان واستخدم منصبه لإشراك المهنيين الشباب في الكفاح ضد الفقر من خلال جعلهم ينضمون إلى أودبلان وإرسالهم إلى المناطق الخارجية للبلاد للتعرف على المشاكل الحقيقية لشيلي. في عام 1980، أصبح ميغيل كاست وزيرًا للعمل في ظل الدكتاتورية العسكرية لأوغستو بينوشيه وفي أبريل 1982 أصبح رئيس البنك المركزي التشيلي.
كانت هذه لحظة معقدة في اقتصاد تشيلي. تم تثبيت سعر الصرف عند 39 بيزو لكل دولار، وكان لدى المجموعات الاقتصادية الكبرى في تشيلي التزامات مع بنوكها الخاصة. بصفته مصرفيًا مركزيًا، عمل على خفض مستوى القروض ذات الصلة (القروض الممنوحة لأصحاب البنوك). كما أنشأ آلية تسمى «بيع المحفظة» يمكن للبنك المركزي من خلالها شراء الائتمانات عالية المخاطر للبنوك التجارية. من خلال الحفاظ على سعر صرف ثابت قدره 39 بيزو لكل دولار، كان ميغيل كاست يأمل في حماية الشركات المحلية التي لديها التزامات بالدولار. لكن السلطة المركزية رأت ذلك بخلاف ذلك، وفي 13 يونيو 1982 قررت تخفيض قيمة البيزو. أدى ذلك إلى خسارة حادة في الاحتياطيات الدولية، وقرر ميغيل كاست في أغسطس 1982 تحرير سعر الصرف تمامًا، مما أدى إلى زيادة خفض قيمة البيزو وجلب تدخل جديد من السلطة المركزية. في ظل هذا التهديد الجديد بعدم الاستقرار، استقال ميغيل كاست من البنك المركزي، اعتبارًا من 2 سبتمبر.
في نهاية عام 1982، أراد كاست أن يترك حياة الحكومة وأن يكرس نفسه لعالم الأعمال الخاص وأستاذه في الجامعة الكاثوليكية، ولكن في نفس الوقت بدأ يشعر بالتوعك وإظهار علامات الضعف الجسدي ومظهر شاحب. في يناير 1983 شُخص بسرطان العظام. في تلك اللحظة بالذات، لجأ كاست إلى عائلته وأصدقائه، ولكن بشكل رئيسي في إيمانه الكاثوليكي. لقد كان سرطانًا خاطفًا أودى بحياته في 18 سبتمبر 1983.
يشارك اثنان من أقاربه في السياسة أيضًا: شقيقه الأصغر خوسيه أنطونيو، وأحد أبنائه فيليبي كاست.